# Ennepetal
Ennepetal è una città di 30 306 abitanti della Renania Settentrionale-Vestfalia, in Germania.
Appartiene al distretto governativo (Regierungsbezirk) di Arnsberg e al circondario (Kreis) dell'Ennepe-Ruhr (targa EN).
Ennepetal si fregia del titolo di "Media città di circondario" (Mittlere kreisangehörige Stadt).

### Evoluzione demografica

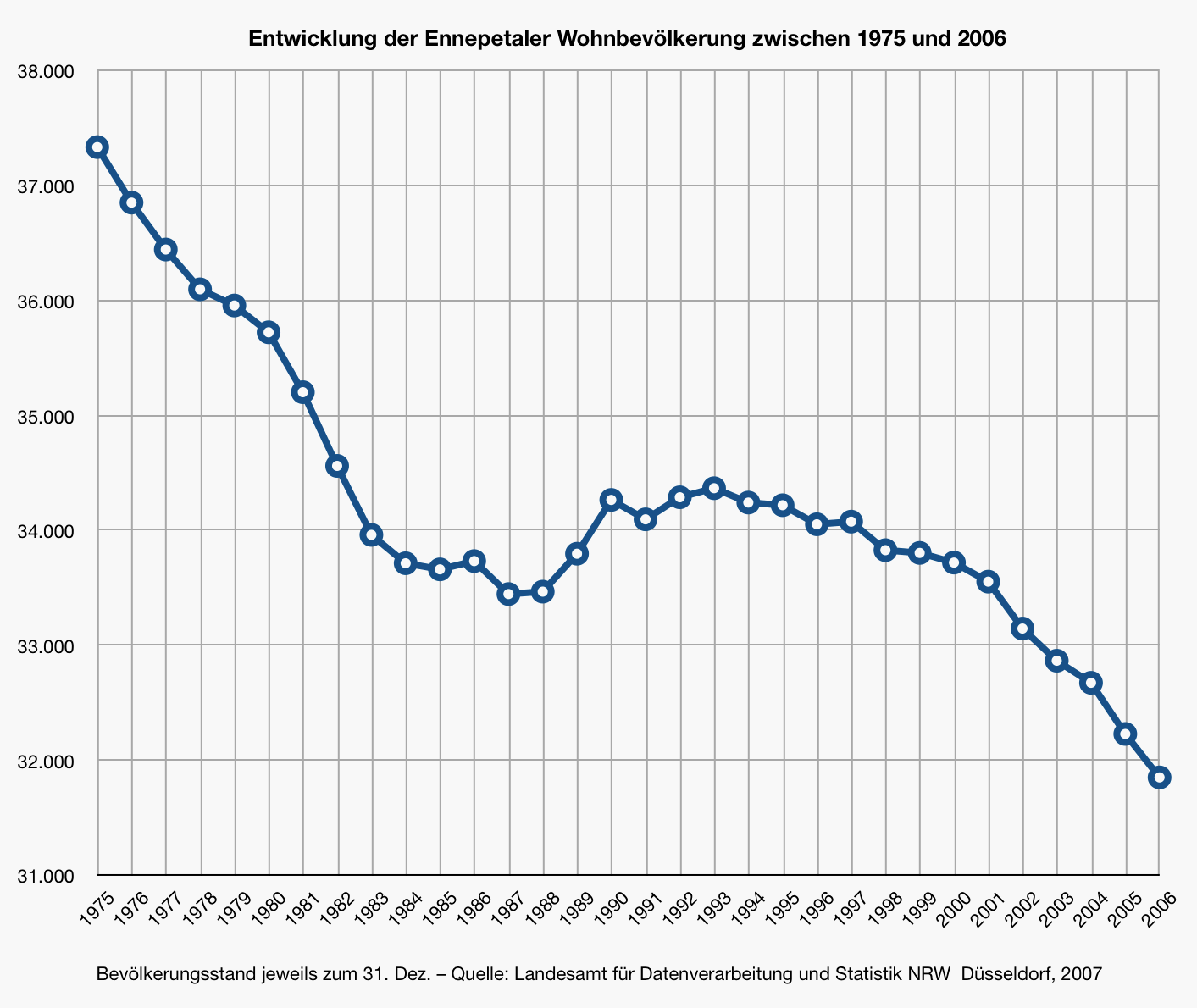
Andamento della popolazione di Ennepetal dal 1975 al 2006

## Gemellaggi[3]
- Vilvoorde, dal 1973